# Rappresentatione di anima e di corpo
La rappresentatione di anima e di corpo (« la Représentation de l'âme et du corps ») est un drame musical (ou représentation spirituelle) d'Emilio de' Cavalieri sur un livret en italien d'Agostino Manni (1548–1618), créé à Rome, en février 1600, à l'oratoire des Philippins, adjacent à l'église santa Maria in Vallicella, devant le collège des cardinaux.
Cavalieri est considéré avec la plus importante de ses œuvres, comme le compositeur du premier opéra et du premier oratorio. Que ce soit la première de l'un ou de l'autre genre musical, est le sujet de débats académiques, pour en déterminer le meilleur classement en tant qu'opéra ou en tant qu'oratorio, mais de toute façon, La Représentation est une œuvre clé de l'histoire de la musique. L'action dramatique et la musique y sont conjugués de même que le chant du soliste est accompagné au continuo. Le drame mêlant à la fois l’action scénique, la danse et la musique instrumentale.

## Premier opéra

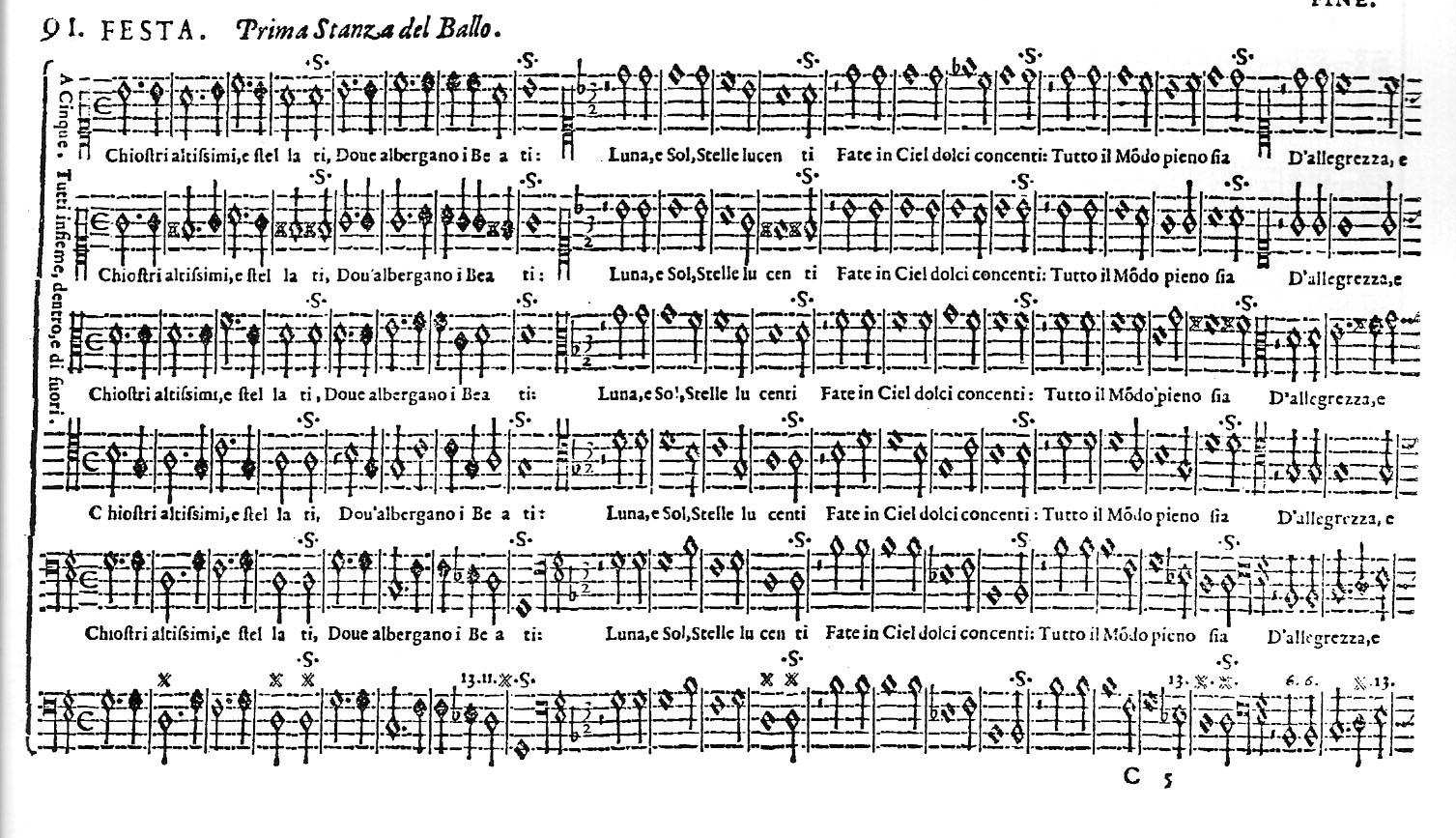
Le finale, intitulé Festa, de « La Rappresentatione di anima e di corpo ». Première partition imprimée à offrir la basse chiffrée.

Il était imaginé durant la Renaissance, sans doute à tort, que le théâtre grec était chanté et non déclamé. Par conséquent, l'opéra passait pour un renouveau d'une pratique ancienne. Le 10 novembre 1600, Emilio de Cavalieri écrit une lettre faisant valoir qu'il était, et non pas Jacopo Peri, le véritable rénovateur du style grec, agissant avec le chant, c'est-à-dire l'opéra. Alors qu'Euridice est créée en octobre 1600, Peri le rapporte plus tard dans la préface à la version publiée de son opéra en 1601. L'historien de la musique Joachim Steinheuer, indique que Cavalieri est un pionnier de la « récitation chantée ou recitar cantando » ; ce type de déclamation introduisait une innovation majeure en permettant la prolongation dramatique des monologues et des dialogues, comme l'exige l'opéra.
La Rappresentatione est entièrement mis en scène, avec costumes, décors et machine de scène et présenté en février 1600, devant les membres du sacré collège. L'œuvre est articulée en trois actes, avec un prologue parlé et peut être considéré comme l'opéra le plus ancien survivant,. Il s'agit de l'œuvre la plus importante de Cavalieri.
L'orchestre comprend flûte, hautbois, sacqueboutes, cornets, timbales, lirone, dessus de viole, viole, viole de gambe et basse continue (selon : orgue, clavecin, guitare, viole de gambe). 
La partition est aussi la première à porter le chiffrage d'accord de la basse continue.
Durée : environ 2 heures.

## Structure

### Acte premier
- Il tempo, il tempo fugge (Tempo)
- Questa vita mortale (Choro)
- Ogni cor ama il bene (Intelletto)
- Anima mia... Vorrei riposo... Ahi! chi mi da consiglio? (Corpo ed Anima)
- Il ciel clemente ogn’hor gratia e favore (Choro)
- Sinfonia

### Acte 2
- Benedite il signor (Choro)
- La nostra vita in terra (Consiglio)
- O quanti errori (Choro)
- Chi gioia vuol (Piacere)
- Come ti cangi presto? (Anima)
- O canti, o risi, o gratiosi amori (Piacere e compagni)
- Non vi cred’io no, no! (Anima)
- Cacciate via i pensieri (Piacere e compagni)
- Via, via false sirene (Anima)
- Hor por che non vi aggrada (Piacere, e compagni)
- Non so s’è stato ben (Corpo)
- Vò dimandarne al cielo (Anima)
- Fortissimi guerrieri (Angelo Custode)
- Altri doma le fiere (Choro)
- Io son, io son il mondo (Mondo)
- Alma, gran cose intendo (Corpo)
- Ed anch’io sto pensando (Anima)
- Non si può aver due cori (Angelo custode)
- Quanto intorno ha la terra (Mondo)
- Io son la cara vita (Vita mondana)
- Non è, chi bene attende (Angelo custode)
- Io che porto con me (Anima)
- Miratemi a l’aspetto (Mondo)
- Io che son spirto, e mente (Anima)
- Te n’avedrai ben tu (Mondo)
- Questo malvaggio ingrato (Angelo custode)
- Metti giù questa spoglia (Corpo)
- Ahi, l’Angelica forza (Mondo)
- O come il mondo tutto (Corpo)
- O miseri amatori (Choro)
- Dispoglia anco costei (Angelo custode)
- Via via, mondo fallace (Anima e corpo insieme)
- Al forte vincitore (Angelo custode)
- Venite al ciel, diletti (Angeli nel cielo, che s’apre)
- Dopò bravi sudori (Choro)
- Sinfonia

### Acte 3
- Salite pur al cielo... fuggite pur l'inferno (Intelletto et Intelletto)
- Fugge il noccier l'infesta (Consiglio et Choro)
- Nel ciel sempre è allegrezza... nel ciel sono i palazzi (Intelletto)
- Cerca altri a tutte l'ore (Choro)
- Ne l'inferno vi stanno... nel profondo è l'inverno (Consiglio et Consiglio)
- Il fuoco... al foco (Anime dannate)
- Alme ch' in ciel godete (Intelletto)
- Eterno, eterno regno (Anime beate)
- O gran stupore (Anima, Intelletto, Consiglio, Corp, dicono insieme, Cielo aperto)
- Anime sfortunate (Consiglio)
- Eterna, eterna vita (Anime dannate)
- Alme beate, e belle (Intelletto)
- O gran stupore (Choro)
- Alma la pena (Consiglio)
- Non mai (Anime dannate)
- Alme la vostra gloria (Intelletto)
- Sì, sempre, sempre (Anime beate)
- Ognun faccia sempre bene (Intelletto, Consiglio, Anima, Corpo dicono insieme)
- Come cervo assertato (Anima e corpo dicono insieme)
- Gloria sia a dio superno (Angeli et Anime beate in Cielo, Anima, Corpo, Intelletto e Consiglio tutti insieme)
- Chiamiamo tutto il mondo (Anime beate et Angeli)
- O Signor (Anime beate, Angeli, Anima,Corpo, Intelletto, Consiglio, Choro, e tutta la moltitudine insieme)
- Voi ch'ascoltando state (Intelletto)
- Gratie, hinni, laudi (Tutta la moltitudine insieme)
- Ogni lingua, ogni core (Anima)
- Tenga ognun (Choro)
- Chiostri altissimi, e stellati (Tutta la moltitudine insieme) — festa

## Éditions modernes
- Rappresentatione di anima e di corpo, éd. Philip Thorby, King's Music 1994
- Rappresentatione di anima e di corpo, éd. de l'American Institute of Musicology, 2007 (partition moderne et 1 volume de fac-similés et traductions).

## Enregistrements
- Rappresentatione di anima e di corpo - Robert Kerns (Corpo); Suzanne Sarroca (Anima) ; Dieter Ellenbeck (Intelletto) ; Helge von Bömches (Consiglio) ; José van Dam (Tempo, Mondo) ; Joanna Simon (Piacere) ; Duo Compagni del Piacere ; Chœur et ensemble instrumental du festival de Salzbourg, membres de l'orchestre du Mozarteum, dir. Ernst Märzendorfer (Salzbourg 1973, Orfeo) (OCLC 313851894)
- Rappresentatione di anima e di corpo - Montserrat Figueras, Ian Partridge, Sven-Anders Benktsson, Nigel Rogers ; Mitglieder des Collegium Vocale Köln & Solistes du chœur de la radio suisse ; ensemble de violes de gambe de la Schola Cantorum Basiliensis (Jordi Savall…) ; Toyohiko Satoh, chitarrone ; Colin Tilney, clavecin ; dir. Hans-Martin Linde (14-19 juin 1976, 2CD « Reflex » EMI 063-30 130/31) (OCLC 864926301)
- Rappresentatione di anima e di corpo - Gemma Bertagnolli, Roberto Mattei, Berta Rossetti ; Chœur Le istitutioni harmoniche de Vérone, dir. Marco Longhini (décembre 1992, Stradivarius) (OCLC 883296619)
- Rappresentatione di anima e di corpo - Judith Nelson, soprano (Anima) et Paul Hillier, baryton (Corpo) ; Ensembles Magnificat et l'Ensemble The Whole Noyse, dir. Warren Stewart et Susan Harvey (31 octobre-3 novembre 1994, Koch / ArkivMusic) (OCLC 605144061 et 1001313934)
- Rappresentatione di anima e di corpo - Rosita Frisani, soprano (Anima) ; Alessandro Carmignani, ténor (Corpo, Piacere) ; Carlo Lepore, basse (Tempo, Mondo) ; Michel van Goethem (Intelletto) ; Roberto Abbondanza (Consiglio) ; Giovanni Pentasuglia ; Marcello Vargetto ; Patrizia Vaccari ; Marinella Pennicchi ; Alessandro Casari ; Gian Luigi Maria Ghiringhelli ; Cappella Musicale di San Petronio di Bologna, dir. Sergio Vartolo (Festival de la Chaise-Dieu, août 1996, 2CD Naxos 8.554096-97) (OCLC 936682003).
- Rappresentatione di anima e di corpo - Cecilia Gasdia, soprano ; Furio Zanasi, baritone ; Roberto Staccioli ; Massimo Rossetti ; Lucilla Tumino ; Cesare Stoch ; Mario Bassani ; Antonio Faieta ; Alberto Tapia ; Francesca Gavarini ; Oreste Baldini, Walter Maestovi, voci recitanti ; Chœur de l'opéra de Rome, Stefano Cucci (chef de chœur) ; Roma Barocca Ensemble, dir. Lorenzo Tozzi (concert Rome, 2000, DVD Trinidad Entertainment) (OCLC 47185361).
- Rappresentatione di anima e di corpo - Johannette Zomer ; Marco Beasley ; Jan Van Elsacker ; Stephan MacLeod ; Dominique Visse ; L'Arpeggiata, dir. Christina Pluhar  (2004, 2CD Alpha) (OCLC 868448895).
- Rappresentatione di anima e di corpo - Marie-Claude Chappuis, mezzo-soprano ; Mark Milhofer, ténor ; Gyula Orendt, baryton ; Johannes Weisser, baryton ; Marcos Fink, baryton-basse ; Chœur de la Staatsoper de Berlin et l'Akademie für Alte Musik Berlin, dir. par René Jacobs (mai 2014, 2CD Harmonia Mundi HMC 902200.01)[6] (OCLC 930698777)

En 2003, au Festival de Ludwigsburg, le chef Teodor Currentzis présente un concert de « La Rappresentatione » dans l'instrumentation et l'adaptation pour huit chanteurs et huit instrumentistes, effectuées par Alexander Shchetynsky.